# Beanie Sigel
Pour les articles homonymes, voir Sigel.
Beanie Sigel, de son vrai nom Dwight Grant (né le 6 mars 1974 à Philadelphie, Pennsylvanie), est un rappeur américain. Grant est un ancien membre des labels Dame Dash Music Group et Roc-A-Fella Records grâce auxquels il collabore avec des rappeurs comme notamment Jay-Z et Freeway.

## Biographie

### State PropertyetThe B. Coming(2002–2005)
En 2002, Sigel et d'autres artistes du label Roc participent au film State Property. Il sort en parallèle à la création et à la production de State Property, un groupe d'artistes signés chez Roc-A-Fella originaire de Philadelphie et organisé par Sigel et Freeway. Ses membres incluent Peedi Crakk, Young Gunz (Neef Buck et Young Chris), Oschino Vazques et Omilio Sparks. Leur première collaboration s'effectue pour la bande-son du film, Roc the Mic de Sigel et Freeway. Ils poursuivent avec la publication de l'album The Chain Gang Vol. 2, qui contient le single Can't Stop, Won't Stop de Young Gunz ; la chanson est nommée pour un Grammy Award dans la catégorie de « meilleure performance/chanson rap par un groupe ou duo ».
En 2005, Sigel termine son troisième album The B. Coming, et tourne plusieurs vidéos réalisées par Joe Briscella, avant de se faire appréhender par les forces de l'ordre en 2004 pour possession illégale d'armes et de drogue. À cette période, Jay-Z devient président de Def Jam Recordings. B. Coming de Sigel est publié aux labels Dame Dash Music Group et Def Jam plutôt qu'à Roc-A-Fella, produit par Chad West, The Neptunes, Just Blaze, Boola et Buckwild. Les artistes des deux labels participent à l'album, des membres de State Property à Cam'ron et Jay-Z ; il contient le single à succès de Sigel Feel it in the Air, vendu à 131 000 exemplaires la première semaine.

### DeThe SolutionàMac N Brad(depuis 2006)
En 2006, Sigel signe de nouveau au label Roc-A-Fella Records et se lance dans l'enregistrement de son quatrième album The Solution. Le 29 octobre 2007, Sigel publie le premier single extrait de The Solution intitulé All The Above avec R. Kelly ; il débute 83e des Hot RnB/Hip-Hop Songs. Le 22 mai 2007, Sigel publie The Solution qui débute 37e du Billboard 200. En 2009, enfin libéré de son contrat avec Roc-A-Fella Records et Def Jam Recordings, Beanie Sigel publie son premier album indépendant The Broad Street Bully.
En 2010, Sigel annonce travailler sur un cinquième album, The Closure, prévu chez Universal Republic et G-Unit Records. Mais le 31 mai 2011, Sigel annule la sortie de l'album et se retire de l'industrie musicale. Deux semaines plus tard, il revient et se lance à nouveau dans l'album renommé The Classic. En 2011, Sigel signe au label G-Unit Philly de 50 Cent, et renouvelle son contrat avec G-Unit Records depuis son dernier passage en 2009. Le 13 juillet 2011, Sigel publie le premier single de l'album B-Boy Stance. Le 30 mars 2012, Sigel annonce à Statik Selektah sur Shade 45  travailler sur un album collaboratif avec son ami et rappeur Scarface intitulé Mac and Brad. Le même jour, Sigel annonce avoir signé un contrat de distribution avec EMI. Sigel publie une nouvelle mixtape, suivi par son nouvel album This Time.

## Vie privée
Comme pour son ami et rappeur Freeway, Sigel est converti à l'Islam. Sigel s'est également lié d'amitié avec Scarface.
En janvier 2003, Sigel est appréhendé pour avoir frappé un individu de 53 ans en plein visage. Le 25 mai 2006, Sigel essuie plusieurs tirs durant un braquage à Philadelphie. Il réussit à s'échapper du lieu et à conduire seul jusqu'à l'hôpital. Le 15 août 2009, Sigel est appréhendé pour possession de drogues ; la police trouve environ 50 grammes de marijuana dans son véhicule. Le 29 août 2012, Sigel est appréhendé à Philadelphie et accusé de possession de drogue et d'armes.
Le 5 décembre 2014, Sigel essuie un tir d'arme à feu chez lui à Pleasantville, dans le New Jersey, et est conduit à l'hôpital,. D'après son avocat, Sigel n'était pas la cible des tirs ; le chef de police de Pleasantville indique que Sigel était devant chez lui à Pleasantville, et a reçu une balle à cause « d'une sorte d'altercation qui aurait mal tournée dans le voisinage. »

## Discographie

### Albums studio
- 2000 : The Truth
- 2001 : The Reason
- 2005 : The B. Coming
- 2007 : The Solution
- 2009 : The Broad Street Bully
- 2012 : This Time

### Album collaboratif
- 2010 : The Roc Boys (avec Freeway)

### Mixtapes
- 2004 : Public Enemy Number 1
- 2006 : Still Public Enemy Number 1
- 2009 : The Bully Is Back
- 2009 : The Bully Is Back 2
- 2009 : The Official Beanie Sigel Mixtape

### Apparitions diverses
- 1998 : Reservoir Dogs, avec Jay-Z, The Lox & Sauce Money
- 1999 : Put Your Hands Up, avec Jay-Z & Amil
- 1999 : Pop 4 Roc avec Jay-Z, Memphis Bleek & Amil
- 1999 : If I Should Die Before I Wake avec The Notorious B.I.G., Ice Cube & Black Rob
- 2000 : Woha (Remix) avec Black Rob, Puff Daddy, Lil' Cease & Da Brat
- 2000 : Change The Game avec Jay-Z & Memphis Bleek
- 2000 : This Can't Be Life avec Jay-Z & Scarface
- 2000 : Where Have You Been avec Jay-Z
- 2000 : You, Me, Him & Her avec Jay-Z, Memphis Bleek & Amil
- 2000 : Streets Is Talking avec Jay-Z
- 2002 : Somehow, Some Way avec Jay-Z & Scarface
- 2003 : How We Do avec Jay-Z & Freeway
- 2004 : Murda Murda avec Jay-Z & Memphis Bleek
- 2004 : Hypnotic avec Jay-Z & Memphis Bleek
- 2005 : Kiss The Game Goodbye (Remix) avec Sheek Louch, Jadakiss, Styles P & The Game
- 2007 : Ignorant Shit avec Jay-Z
- 2008 : The Last Two avec Freeway & Young Chris
- 2009 : Perfectionnist avec Asher Roth
- 2009 : Have Mercy avec Raekwon
- 2009 : I Go Off avec 50 Cent